# Leo Oppermann
Leo Friedrich Oppermann (* 28. August 2001 in Darmstadt) ist ein deutscher Fußballtorwart. Er steht bei Arminia Bielefeld unter Vertrag.

## Karriere

### Jugend in Berlin
Oppermann wurde in Darmstadt geboren und wuchs in der brandenburgischen Gemeinde Eichwalde auf. Er begann beim SV Schmöckwitz-Eichwalde im angrenzenden Berliner Ortsteil Schmöckwitz mit dem Fußballspielen und wechselte nach 5 Jahren zum Berliner SC, ehe er zur Saison 2016/17 in das Nachwuchsleistungszentrum des 1. FC Union Berlin wechselte. Dort gehörte der Torhüter in seiner ersten Saison den B2-Junioren (U16) und rückte zur Saison 2017/18 zu den B1-Junioren (U17) auf, mit denen er als Stammtorhüter in der B-Junioren-Bundesliga Nord/Nordost spielte. Ab der Saison 2018/19 gehörte Oppermann fest den A-Junioren (U19) an, für die er bereits in der Vorsaison zu einem Einsatz in der A-Junioren-Bundesliga Nord/Nordost gekommen war. Auch bei der U19 setzte er sich als „Nummer 1“ durch und durfte in der Winterpause am Trainingslager der Profimannschaft von Urs Fischer teilnehmen. In der Saison 2019/20, seiner letzten Spielzeit bei den Junioren, sammelte Oppermann Spielpraxis in der U19 und nahm daneben regelmäßig am Torwarttraining der Profimannschaft teil, bei dem er auf Rafał Gikiewicz, Jakob Busk und Moritz Nicolas traf. Im September 2019 unterschrieb der 18-Jährige seinen ersten Profivertrag, der eine Laufzeit bis zum Saisonende mit der Option auf eine weitere Spielzeit hatte.

### Hamburger SV
Da Oppermann kein Profi-Pflichtspiel für die Köpenicker absolviert hatte, griff die Vertragsoption nicht und sein Vertrag lief zum Saisonende aus. Er wechselte daraufhin zur Saison 2020/21 zur zweiten Mannschaft (U21) des Hamburger SV. Nach wenigen Trainingseinheiten berief ihn Daniel Thioune in die Vorbereitung der Profimannschaft, da dieser einen vierten Torhüter haben wollte. Oppermann nahm daraufhin auch am Trainingslager teil. Fortan ergab sich die Problematik, dass nur die erste Mannschaft während der COVID-19-Pandemie regelmäßig auf das SARS-CoV-2-Coronavirus getestet wurde. Um Oppermann besser zu fördern, entschloss man sich, ihn in die Testgruppe aufzunehmen. Dies führte dazu, dass er ausschließlich mit den Profi-Torhütern Sven Ulreich, Daniel Heuer Fernandes und Tom Mickel trainieren und nur die Spiele in der viertklassigen Regionalliga Nord absolvieren durfte. Oppermann verblieb die gesamte Saison bei den Profis und saß am 13. Spieltag neben Heuer Fernandes als zweiter Ersatztorhüter auf der Bank. Für die zweite Mannschaft absolvierte er 10 Spiele, ehe der Spielbetrieb der Regionalliga Nord ab November 2020 unterbrochen und nicht wieder aufgenommen wurde.
Vor der Saison 2021/22 verließ Ulreich den Verein, sodass Heuer Fernandes unter dem neuen Cheftrainer Tim Walter wieder Stammtorwart wurde. Da sich Mickel in der Vorbereitung an der Schulter verletzt hatte, ging Oppermann als „Nummer 2“ in die Spielzeit. Er saß bei den ersten 4 Ligaspielen und der ersten Runde des DFB-Pokals auf der Bank und unterschrieb Ende August 2021 seinen ersten Profivertrag mit einer Laufzeit bis zum 30. Juni 2025. Anschließend übernahm der Neuzugang Marko Johansson die Position als Ersatztorhüter. Oppermann saß bis zur Winterpause noch bei 7 weiteren Zweitligaspielen auf der Bank, als Johansson fehlte bzw. Heuer Fernandes verletzt war. Nach Mickels Rückkehr wurde Oppermann zur „Nummer 4“. Ab Anfang April 2022 stieg er nach Johanssons Suspendierung bis zum Saisonende zum dritten Torhüter auf, blieb aber ohne Kadernominierung. Für die zweite Mannschaft kam Oppermann auf 21 Regionalligaeinsätze. 
Zur Saison 2022/23 wurde mit Matheo Raab eine neue „Nummer 2“ hinter Heuer Fernandes verpflichtet, sodass Oppermann wieder zur vierten Wahl wurde. Daher stand er über die gesamte Spielzeit bei keinem Pflichtspiel der Profis im Spieltagskader. Er absolvierte für die zweite Mannschaft 34 der 36 Regionalligaspiele und trug damit maßgeblich zur Vizemeisterschaft bei.

### Arminia Bielefeld
Zur Saison 2023/24 wechselte Oppermann für ein Jahr auf Leihbasis in die 3. Liga zu Arminia Bielefeld. Beim Absteiger traf er auf den Sport-Geschäftsführer Michael Mutzel, der ein Jahr zuvor noch Sportdirektor beim HSV gewesen war. Nach Maximilian Großer wurde er zudem zum zweiten Neuzugang vom HSV in dieser Transferperiode. Unter dem Cheftrainer Michél Kniat war Oppermann die gesamte Saison über der Ersatz von Jonas Kersken. Er wurde dreimal im Westfalenpokal eingesetzt, den die Mannschaft gewann. Als der Klassenerhalt erreicht war, erhielt Oppermann am letzten Spieltag den Vorzug und gab somit sein Drittligadebüt.
Zur Saison 2024/25 wurde Oppermann schließlich fest verpflichtet.

## Titel
- Westfalenpokalsieger (2): 2024, 2025 (beide Arminia Bielefeld)

## Privates
Oppermann ist Vater von Zwillingen (* 2021).